# Tim Hölscher
Tim Hölscher (Gronau, 21 gennaio 1995) è un calciatore tedesco, centrocampista del Benrath-Hassels.

## Carriera
Nel 2012 esordisce con il Twente sia in Eredivisie sia in Europa League.

## Palmarès

### Club

#### Competizioni nazionali
- Eerste Divisie: 1

Twente: 2018-2019